# Василевский сельсовет
Василевский сельсовет — сельское поселение в Починковском районе Нижегородской области Российской Федерации.
Административный центр — село Василёвка.

## История
Статус и границы сельского поселения установлены Законом Нижегородской области от 18 августа 2005 года № 117-З «Об утверждении границ, состава территории Починковского муниципального района, границ и состава территорий муниципальных образований, входящих в состав Починковского муниципального района»

## Население
| 2002  | 2010  | 2012  | 2013  | 2014  | 2015  | 2016  |
| ----- | ----- | ----- | ----- | ----- | ----- | ----- |
| 2303  | ↘1941 | ↘1940 | ↘1932 | ↘1916 | ↘1894 | ↗1896 |
| 2017  | 2018  | 2019  | 2020  |       |       |       |
| ↘1833 | ↘1804 | ↘1783 | ↘1746 |       |       |       |

## Состав сельского поселения
| № | Населённый пункт | Тип населённого пункта       | Население |
| - | ---------------- | ---------------------------- | --------- |
| 1 | Василевка        | село, административный центр | ↘531      |
| 2 | Никитино         | село                         | ↘726      |
| 3 | Шагаево          | село                         | ↘577      |
| 4 | Шишадеево        | село                         | ↘107      |